# 仙人ヶ岳
仙人ヶ岳（せんにんがだけ）は、栃木県と群馬県に跨る山。標高663メートル。朝日沢山・朝日岳・仙人岳とも呼ばれる。栃木百名山の一つ。足利市の最高峰。

## 概要
足尾山地の南西部、渡良瀬川の中流北東岸に位置する。所在地は昭和の市町村合併前まで栃木県足利郡であったが、1959年（昭和34年）1月1日、足利郡菱村が群馬県桐生市に編入したことで、栃木県と群馬県に跨る山となる。1962年（昭和37年）10月1日、足利郡坂西町が足利市に編入、仙人ヶ岳は足利市の最高峰となる。
仙人ヶ岳周辺は、足尾山地に広がるマンガン鉱床地帯に含まれ、桐生市菱町上菱、朝日沢、茂倉沢、黒川、足利市小俣町岩切にマンガン鉱山があった。茂倉沢鉱山は、新鉱物の長島石と鈴木石の産出地として知られる。

## 地理
山頂は栃木県足利市小俣町（旧足利郡坂西町）と群馬県桐生市菱町（旧足利郡菱村）に跨がる。山頂に三等三角点が設置されている。北西斜面が桐生川支流の朝日沢の流域である桐生市菱町五丁目（旧菱町上菱）、南西斜面が黒川流域の桐生市菱町二丁目（旧菱町黒川）、南斜面が小俣川流域の足利市小俣町、東斜面が松田川流域の足利市松田町である。
近隣の山や峠として、東に赤雪山、南東に猪子峠、南に深高山、石尊山、南西に白葉峠、観音山がある。登山口は、栃木県道218号名草小俣線沿いの足利市生活路線バス小俣北町停留所東の岩切口、栃木県道219号松田葉鹿線沿いの松田四丁目停留所西の猪子峠口、群馬県道・栃木県道66号桐生田沼線沿いの桐生市おりひめバス瀬場橋入口停留所南東の塩之宮神社口、栃木県道・群馬県道227号小俣桐生線沿いの菱小学校前停留所北東の黒川口がある。

## 歴史
桐生市菱町五丁目の塩之瀬地区に伝わる仙人ヶ岳に因む民話がある。
三人兄弟の母親が病にかかり、桐生の宿場に薪を売りに行った三男が占い師から仙人ヶ岳の頂上にある梨の実を食べれば治ると聞いてくる。長男が梨の実を採りに仙人ヶ岳に向かい、続いて次男が跡を追うが、二人とも山頂の魔物に捕らえられる。占い師から兄二人の危急を知らされた三男は、占い師から貰った弓矢で兄二人を助け、兄弟三人で魔物を倒して梨の実を持ち帰る。梨の実を食べた母親の病が治り、一家は仙人ヶ岳の館石に祠を祀り厚く信仰したという。
この説話は日本各地に伝わる奈良梨採りの民話の一類型であり、占い師の正体である仙人を山中に祀ったことから仙人ヶ岳の名が起こったと伝えられ、説話に登場する館石は紹石山神の傍にあったつなぎ石であると考えられている。
仙人ヶ岳北面の朝日沢西岸尾根上に、峯一山神、峯生山神、仙人窟、紹石山神がある。紹石山神の傍にあったつなぎ石は仙人ヶ岳信仰の中心と考えられる奇岩で、高さ5メートルほどの岩が基岩の上に乗っていたが、2011年（平成23年）3月11日に発生した東北地方太平洋沖地震によって崩落した。仙人ヶ岳南面の岩切に生（なま）不動があり、毎年10月に祭事が行なわれる。生不動は生満不動とも表記され、平安時代前期に世尊寺（現在の鶏足寺）の修行場として開かれたと伝わる。

## ハイキングコース
猪子トンネル登山口から仙人ヶ岳山頂を経て岩切登山口（西）で折り返す仙人ヶ岳ハイキングコースが整備されている。熊の分岐から岩切登山口（西）までの区間は岩場や沢が多い。
- 猪子トンネル登山口 - 猪子峠 - 犬帰り - 熊の分岐 - 仙人ヶ岳山頂 - 熊の分岐 - 生満不動尊 - 岩切登山口（西）[25]